# Ōan
Ōan (japanska: 応安?, Ōan), 1368–1375, är en period i den japanska tideräkningen, vid det delade Japans norra tron. Ōan infaller under södra tronens tideräkningsperioder shōhei, kentoku och bunchū. Kejsare vid den norra tronen var Go-Kōgon och Go-Enyū. Shogun var Ashikaga Yoshimitsu.